# Brani musicali vincitori dello Zecchino d'Oro

## Zecchino d'Oro
- 1959: Quartetto - Giusi Guercilena
- 1960: Fiaba - Attilio Martignoni
- 1961: Le stelle - Vittorio Dognini
- 1962: La giacca rotta - Raymond Debono
- 1963: Non lo faccio più - Gianfranco Tonello
- 1964: Il pulcino ballerino - Viviana Stucchi
- 1965: Dagli una spinta - Carlo Alberto Travaglino
- 1966: I fratelli del Far-West - Federico Frosini e Sandro Violet
- 1967: Popoff - Walter Brugiolo
- 1968: Quarantaquattro gatti - Barbara Ferigo
- 1969: Tippy il coniglietto hippy - Paolo Lanzini
- 1970: La nave Gelsomina Dirindirindina - Antonella Baldini e Stefano Romanelli
- 1971: Il caffè della Peppina - Marina D'Amici e Simonetta Gruppioni
- 1972: Tre scozzesi - Marco Ferri, Cesare Francalanci e Gabriele Gatti
- 1973: La sveglia birichina - Fabiola Ricci e Caterina Zarelli
- 1974: Cocco e Drilli - Maria Federica Gabucci, Sabrina Mantovani, Claudia Pignatti e Alessandro Strano
- 1975: La figlia del re di Castiglia - Sandro Bianchi e Jole Dalla Riva
- 1976: La Teresina - Francesca Bernardi e Antonio Marchesini
- 1976: Gugù, bambino dell'età della pietra - Enrico Zanardi  / Nozze nel bosco - Olaf Stief ( Germania)
- 1977: I pescatori del Canada' - Gennaro Palumbo ( Canada)
- 1978: Cecki! Cecki!...Aih! - Ágnes Szabó ( Ungheria)
- 1979: Un bambino - Daniela Migliarini
- 1980: Ho visto un rospo - Maria Armanda De Jesus Lopes ( Portogallo)
- 1981: A mosca cieca - Michael Burke ( Stati Uniti)
- 1982: Farfalla in città - Veronica Fragola
- 1983: Evviva noi - Elisa Gamberini ( Romania) / Oh che bella balla  - Salome Hadji Neophytou ( Cipro)
- 1984: Per me cantare è un gioco - Diana Yamile Rubio Vásquez ( Spagna)
- 1985: Riprendiamoci la fantasia - Alice Lenaz
- 1986: Amor di tamburello - Tưởng Vy Đình Nguyễn ( Vietnam) / Parla tu che parlo io - Lídia Kovács ( Ungheria) / Siamo tutti re - Awrin Haque ( Bangladesh)
- 1987: Canzone amica - Fabio Etter
- 1988: Cane e gatto - Rosalba Labile e Carla Tommolini
- 1989: Corri topolino - Nicolas Torselli
- 1990: E nelle onde che baraonde - Emanuele Triolo / Nonno Superman - Elena Masiero
- 1991: Monta in mountain-bike - Filippo Gasparre
- 1992: Un giallo in una mano - Jada Calzavara, Graziano Cugno e Davide Ianniti
- 1993: Il coccodrillo come fa? - Carlo Andrea Masciadri e Gabriele Patriarca
- 1994: Metti la canottiera - Leonardo Curcio
- 1995: Il sole verrà - Evgenia Otradnykh ( Russia)
- 1996: È meglio Mario - Fabio Troiano
- 1997: Un bambino terribile - Mattia Pisanu
- 1998: La terraluna - Hala Al Sabbagh ( Siria)
- 1999: La mia bidella Candida - Giulia Sbaraglia
- 2000: Il cuoco pasticcione - Federica Colucci
- 2001: Il singhiozzo - Matteo Bellu
- 2002: Lo stelliere - Gabriele Carlini
- 2003: Le tagliatelle di nonna Pina - Ottavia Dorrucci
- 2004: Il gatto puzzolone - Mauro Farci
- 2005: Il pistolero - Davide Caci
- 2006: Wolfango Amedeo - Davide Angelelli e Matilde Angelelli
- 2007: Ma che mondo l'acquario - Virgilia Siddi
- 2008: Le piccole cose belle - Alice Risolino
- 2009: La doccia col cappotto - Francesca Melis e Giulia Panfilio
- 2010: Il contadino - Giovanni Pellizzari / Un topolino, un gatto e… un grande papà - Irene Citarrella
- 2011: Un punto di vista strambo - Michela Maria Perri ed Enrico Turetta
- 2012: Il mio nasino - Massimo Spiccia
- 2013: Due nonni innamorati - Nayara Benzoni / Quel secchione di Leonardo - Maria Cristina Camarda e Jacopo Golin
- 2014: Chi ha paura del buio? - Edoardo Barchi e Alessia Chianese
- 2015: Prendi un'emozione - Greta Cacciolo
- 2016: Quel bulletto del carciofo - Chiara Masetti
- 2017: Una parola magica - Sara Calamelli
- 2018: La rosa e il bambino - Martina Galasso e Alyssia Palombo
- 2019: Acca - Rita Longordo
- 2020: Custodi del mondo -  Anita Bartolomei
- 2021: Superbabbo - Zoe Adamelli
- 2022: Il panda con le ali - Mariapaola Chiummo
- 2023: Non ci cascheremo mai - Salvatore Flamini
- 2024: Diventare un albero - Anna Sole Dalmonte

## Zecchino d'Argento
- 1976 (prima edizione): Quattrocentocinquanta bottoni - Andrea Palmiotti / Teru terubozu - Jun Aguni ( Giappone)
- 1976 (seconda edizione): Riccardo cuor di leopardo - Giampaolo Bisanti / Torero al pomodoro - Cristina Spottorno De Las Morenas ( Spagna)
- 1977: Rapa - Rapanello - Katarzyna Górecka e Hanna Kedaj ( Polonia) / Rumbakatumba - David Masseroni
- 1978: Alibombo - Emanuela Barra e Diego Cerusico / Cecki! Cecki!...Aih!- Ágnes Szabó ( Ungheria)
- 1979: Un bambino - Daniela Migliarini / Un sole tutto mio - Silvia dall'Olio ( Romania)
- 1980: Banjo blu - Simone Gonella / Ho visto un rospo - Maria Amanda De Jesus Lopez ( Portogallo) / La vera storia di Rock e Roll - Christian Grazioli e Monica Spagnoletti
- 1981: Magunda - Gertrude Ssentongo e Grace Ssentongo ( Uganda) / Zia Nena - Marco Mezzadri
- 1982: Che bello-llo...! - Audrey Bourgeois ( Belgio) / Il chierichetto - Riccardo Viti
- 1983: Arirang - Hong I-Jin e Hong I-Kyung ( Corea del Sud) / Attacca al chiodo quel fucile! - Gian Luca Buonsignore / Piccolo uomo nero - Stefania Carlini e Christian Palmieri
- 1984: Bam-bù - Desiree Spagnulo / Per me cantare è un gioco - Diana Yamile Rubio Vásquez ( Spagna)
- 1985: BIT - Patrizia Ottonello / Non ci gioco più - José Giulherme Da Gama ( Brasile)
- 1986: Amico - Guerric Riedi ( Svizzera) / Pubbli pubbli pubblicità - Emanuele Piseddu
- 1987: Canzone amica - Fabio Etter / Il mio grande papà - Giuliano Montis e Angela Salfi / Le frittelle - Fabio Spasiano / Mille voci una voce - Olga Malakhova ( Unione Sovietica) / Oh mamà, papà - Matteo Rossi
- 1988: Cane e gatto - Rosalba Labile e Carla Tommolini / Un maggiolino speciale - Carla Gazeau Codinach ( Spagna)
- 1989: Ho visto un re - Miriam Neglia / L'allegria - Roxana Constantinescu ( Romania)
- 1990: Mother's day - Iona Limond ( Regno Unito) / Un papero nero - Angelo Carcangiu, Roberta Fabiano, Arturo Passalacqua
- 1991: Monta in mountain-bike - Filippo Gasparre / Sette matitine - Vanessa Martins ( Portogallo)
- 1992: I pupazzetti - Adriana De Ros Raventós ( Spagna) / Un giallo in una mano - Jada Calzavara, Graziano Cugno e Davide Ianniti
- 1993: Il coccodrillo come fa? - Carlo Andrea Masciadri e Gabriele Patriarca / La barchetta di carta - Alba Nacinovich ( Croazia) / Pesciolino Rosso - Serena Signorile
- 1994: Scuola Rap - Claudia Sorvillo ed Assia Veneruso / Se voglio - Liisi Koikson ( Estonia) /
- 1995: Amico nemico - Roberta Pagnetti / Samurai - Koichi Soga ( Giappone)
- 1996: Casa mia - Aqilah Anuar ( Singapore) / L'astronave di Capitan Rottame - Marco Palmas
- 1997: Sottosopra - Emily Meade ( Stati Uniti) / Un bambino terribile - Mattia Pisanu
- 1998: La mamma della mamma - Liliana Neglia / Terra - Neiza Carola Salas Alipa ( Bolivia)
- 1999: Basta un sorriso - Soleil Mahani Ahmad Kamil ( Malaysia) / Lumacher - Danilo Napolitano
- 2000: I gol di Zè - Fernando Henrique Biagio ( Brasile) / Il cuoco pasticcione - Federica Colucci / Il rock della K - Sebastiano Raciti
- 2001: Il singhiozzo - Matteo Bellu / Piove, piove - Bennet Francis ( India)
- 2002: Per un amico - Lucilla Minervini / Se ci credi anche tu - Halldóra Baldvinsdóttir ( Islanda)
- 2003: Il cielo di Beirut - Marie Abou Khaled ( Libano) / Il mio fratellino a distanza - Federica Pettineo
- 2004: Il gatto puzzolone - Mauro Farci / Tali e quali - Denise e Sharon Ramella / Una stella a Betlemme - Milad Nicola Fatouleh ( Palestina)
- 2005:  Inventa una poesia - Maria Vincenza Carenza / Lo zio Bè - Aleksej Žigalkovič ( Bielorussia)
- 2006: È solo un gioco - Daniele Rizzitiello / Lo scriverò nel vento - Deniz Ünel ( Turchia)
- 2007: Amici per la pelle - Matteo Guazzini e Mattia Lucchesi / Il bullo citrullo - Lorenzo Nonnis / Un'altalena in cielo - Annatendai Gonah ( Zimbabwe)
- 2013: Quel secchione di Leonardo - Maria Cristina Camarda e Jacopo Golin
- 2014: Il domani - Sara Guglielmelli

## Zecchino Rosso
- 2008: Le piccole cose belle - Alice Risolino
- 2009: La danza di Rosinka  ( Bulgaria) - Ivelina Andreeva Rosenova e Tonika Andreeva Rosenova
- 2010: Forza Gesù - Simone Deiana / Il contadino - Giovanni Pellizzari
- 2011: Un punto di vista strambo - Michela Maria Perri e Enrico Turetta
- 2012: Il canto del gauchito  ( Argentina) - Juan Francisco Greco / Il mio nasino - Massimo Spiccia

## Zecchino Bianco
- 2008: Le piccole cose belle - Alice Risolino
- 2009: Pigiama Party  ( Germania) - Susanna Mauer / Tutti  a tavola - Luana Chiaradia
- 2010: Un topolino, un gatto e… un grande papà - Irene Citarrella
- 2011: Regalerò un sogno ( Stati Uniti) - Isabella Shiff
- 2012: La banda sbanda - Andrea Leonardi

## Zecchino Blu
- 2008: Tito e Tato - Roberta Cassarino e Dario Maggi
- 2009: Pigiama Party ( Germania) - Susanna Mauer
- 2010: Il contadino - Giovanni Pellizzari
- 2011: Il rap del peperoncino - Giuseppe Mallo
- 2012: La banda sbanda - Andrea Leonardi

## Zecchino Verde
- 2008: Le piccole cose belle - Alice Risolino / Skamaleonte - Emanuele Scellato
- 2009: Pigiama Party  ( Germania) - Susanna Mauer
- 2010: Bravissimissima - Margherita Rivoire
- 2011: Regalerò un sogno   ( Stati Uniti) - Isabella Shiff
- 2012: Il canto del gauchito  ( Argentina) -  Juan Francisco Greco

## Telezecchino
- 2007: Radio Criceto 33 - Giuliana Cascone
- 2008: Le piccole cose belle - Alice Risolino
- 2009: La danza di Rosinka - Ivelina Andreeva Rosenova e Tonika Andreeva Rosenova ( Bulgaria)
- 2010: Il contadino - Giovanni Pellizzari
- 2011: Un punto di vista strambo - Michela Maria Perri e Enrico Turetta

## G d'oro "Sorella Letizia"
- 1963: Stellina di mare - Patrizia Pizzato
- 1964: Il presepe di stagnola - Renata Bignardi
- 1965: Serafino, l'uomo sul filo - Marcella Murgia
- 1966: Il dito in bocca - Alessandro Ferraro e Angiolina Gobbi
- 1967: Tre goccioline - Paola Fabbri, Mara Febbi, Marina Lo Giudice e Maria Teresa Merlo
- 1968: Tinta e ghiri - Laura Cornali
- 1969: La nuvola bianca e la nuvola nera - Patrizia Zema
- 1970: La nave Gelsomina Dirindirindina - Antonella Baldini e Stefano Romanelli
- 1971: Il sorpassista - Claudia Bosi, Cristiana Guastaroba e Barbara Piastri
- 1972: Cik e Ciak - Cinzia Bruzzese e Elisabetta Sacchelli
- 1973: Hanno rubato il prato - Catia Amorotti
- 1974: Il gioco della rima - Rossella Colombin e Assunta Paravani
- 1975: Civa-civetta - Elisabetta Garagnani e Teresa Zotti
- 1976 (prima edizione): Padre nostro che sei dappertutto - Sofia Aricò e Francesca Degasperi
- 1976 (seconda edizione): Le api del convento -  Ilenia Gallus e Pamela Galoppi
- 1977: La buona volontà - Gianluca Gianniberti e Mimmo Pelliccio
- 1978: Grazie - Andrés Blanco ( Messico)
- 1979: Un bambino - Daniela Migliarini
- 1980: La mia dolce Nellì - Gabriele Cantarelli
- 1981: La piramide - Fabio Floritelli, Filippo Leonardi e Nicole Rivano
- 1982: Farfalla in città - Veronica Fragola
- 1983: Piccolo uomo nero - Stefania Carlini e Christian Palmieri
- 1984: Bam-bù - Desiree Spagnulo
- 1985: BIT - Patrizia Ottonello
- 1986: Vola, palombella!  - Nadine Zarifeh ( Libano)
- 1987: Corri troppo, Tobia! - Antoinette Dodin
- 1991: Padre Celeste - Cedric Lungwa ( Zaire)
- 1992: Né bianco, né nero - Caterina Melina
- 1993: Il dialetto dell'amore - Ylenia Zobec
- 1994: La terra è una palla - Alessandra Nocchi
- 1995: Il sogno più bello - Flora Crispo, Maria Cristina Vitiello
- 1996: È meglio Mario - Fabio Troiano
- 1997: Un bambino terribile - Mattia Pisanu
- 1998: Il mio amico Mosè - Marica Ricci, Pierfrancesco Rossi
- 1999: La mia bidella Candida - Giulia Sbaraglia
- 2000: Gedeone marziano pasticcione - Brenda e Federica Brancato, Giuseppe Venturino
- 2001: Il topo con gli occhiali - Domiziana Ponticelli
- 2002: Lo stelliere - Gabriele Carlini
- 2003: Magico - Giuseppina Demartis, Chiara Guerra e Martina Iori
- 2004: Il pianeta Grabov - Mario Scucces
- 2005: Il drago raffreddato - Elisa Ferri e Chiara Sapienza

## Zecchino Web
- 2013: Il Verbivoro - Giacomo Pedini
- 2014: Chicopez  ( Costa Rica) - Ines Rizzo
- 2015: Una commedia divina - Andrea Amelio e Chiara Casolari
- 2016: Cerco un circo - Giuseppe Chiolo e Luca Morello
- 2017: Sì, davvero mi piace! - Angelica Rita Lampis
- 2018: La cicala latina - Victoria Cosentino
- 2019: L'inno del girino - Carlo Antonio Fortino, Irene Lucarelli e Marta Sisto
- 2020: Salutare è salutare - Laura Calbi
- 2021: Il Reggaetonno - Irene De Arcangelis e Giuseppe Piras
- 2022: Mettiamo su la band - Ferdinando Catapano
- 2023: Puz puz puzzola - Céline Dunoyer
- 2024: Coccodance - Elisabetta Obino

## Zecchino Galassia
- 2016: Kyro - Eliana Altomare
- 2017: Una parola magica - Sara Calamelli
- 2018: Meraviglioso è - Giulia Murrai
- 2019: Acca - Rita Longordo
- 2020: Custodi del mondo - Anita Bartolomei
- 2021: Potevo nascere gattino - Vittoria Spedaliere
- 2022: Il panda con le ali - Mariapaola Chiummo
- 2023:  La casa stregata - Gaia Colella e Claudia Fiorito
- 2024: Nonna rock - Martina Galia

## Zecchino Colpo di fulmine

### 2016
- 1ª giornata: Kyro - Eliana Altomare
- 2ª giornata: Quel bulletto del carciofo - Chiara Masetti

## Zecchino d'Oro per la scuola
- 2018: Meraviglioso è - Giulia Murrai

## Premio Rai Radio Kids
- 2023: Ci pensa mamma - Greta Gabriella Maggio
- 2024: Un rospo nel bosco - Andrea Trullu

## Fonti
- Archivio storico dello Zecchino d'Oro, su zecchinodoro.org. URL consultato il 17 gennaio 2014 (archiviato dall'url originale il 17 gennaio 2014).
- Il Giornalino online, su stpauls.it.